# Isaac Ray
Pour les articles homonymes, voir Ray.
Isaac Ray (1807–1881) était un psychiatre américain et l'un des fondateurs de la discipline de psychiatrie judiciaire. En 1838, il publie un ouvrage intitulé A Treatise on the Medical Jurisprudence of Insanity (à Boston), qui lui servit de texte autoritaire durant quelques années.
Une étude supérieure durant la Phillips Academy (Classe de 1822), Ray reçoit son diplôme de médecine en 1827 du Medical College of Maine (Bowdoin) et tente d'établir une pratique médicale à Portland, dans le Maine. cette tentative ayant échoué, il emménage dans un petit village d'Eastport, dans lequel il a appris, enseigné et écrit son ouvrage intitulé "Treatise on the Medical Jurisprudence of Insanity," publié en 1838. Après de nombreuses années à Eastport, il s'est renommé super-intendant de la State Hospital for the Insane à Augusta en 1841. En 1845, il emménage à Providence (Rhode Island), pour superviser le bâtiment du Butler Hospital. En 1847, Ray visite les asiles d'Europe, et écrit ses mémoires dans un ouvrage intitulé American Journal of Insanity. En 1867, il emménage à Philadelphie.